# Талкитна (Аљаска)
Талкитна (енгл. Talkeetna) насељено је место без административног статуса у америчкој савезној држави Аљаска.

## Демографија
По попису из 2010. године број становника је 876, што је 104 (13,5%) становника више него 2000. године.
| Група             | 2000.       | 2010.       |
| Белци             | 678 (87,8%) | 793 (90,5%) |
| Афроамериканци    | 0 (0,0%)    | 3 (0,3%)    |
| Азијати           | 1 (0,1%)    | 4 (0,5%)    |
| Хиспаноамериканци | 8 (1,0%)    | 16 (1,8%)   |
| Укупно            | 772         | 876         |